# Jules Matthey
Jules Matthey (* 14. Juli 1809 in La Chaux-de-Fonds; † 23. September 1893 in Le Petit-Saconnex) war ein Schweizer Politiker und Händler.
Matthey war in der französischen Stadt Le Havre als Baumwollhändler tätig. Nach der republikanischen Revolution im Kanton Neuenburg und der Absetzung der Regierung des preussischen Gouverneurs Ernst von Pfuel kehrte er in seine Heimat zurück. Er kandidierte mit Erfolg bei den Nationalratswahlen 1848. Matthey gehörte der freisinnigen Fraktion an und trat nach nur einem Jahr im Amt aus dem Nationalrat zurück. Später zog er in den Kanton Genf.